# Меровінзьке письмо

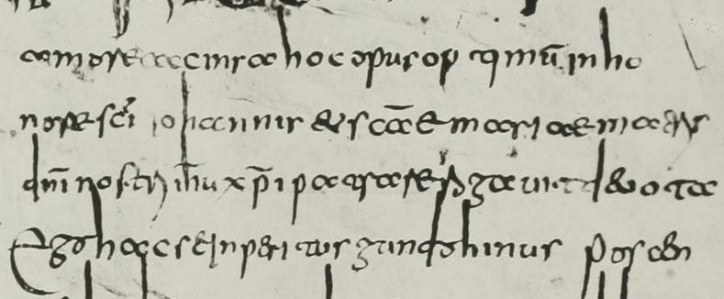
Взірець міровінгового письма VIII століття

Мерові́нзьке письмо́ — різновид середньовічного письма, що розповсюдилось за часів династії Меровінгів — франкських королів. Застосовувалось упродовж VII–VIII століть, аж поки його не заступив каролінзький мінускул.

## Різновиди
Меровінзьке письмо постало з пізньоантичного римського курсиву, ймовірно з того його різновиду, що ним послуговувались у преторіанській префектурі Галлії. Перші приклади меровінзького письма ми знаходимо в документах, зокрема в виданих королями Меровінгами грамотах. Літери письма стиснуті з боків, виносні елементи літер дуже витягнені, система лігатур дуже ускладнює читання й розшифровку текстів.
Вживане для написання документів письмо було занадто складне й незрозуміле для застосування його в книжках. Знадобився процес впорядкування системи лігатур і перегляду вигляду окремих літер (іноді запозичуючи їх з унціального й напівунціального письма). В цьому процесі, незалежно один від одного, брали участь кілька монастирських скрипторіїв, що в VI–VIII століттях спромоглися розвинути годяще для написання книжок письмо.
Існували чотири центри, що створили головні типи меровінзького письма: монастирі Люксе́й, Лан, Корбі́ і Шель, розташовані на території сучасної Франції.

### Люксейський тип

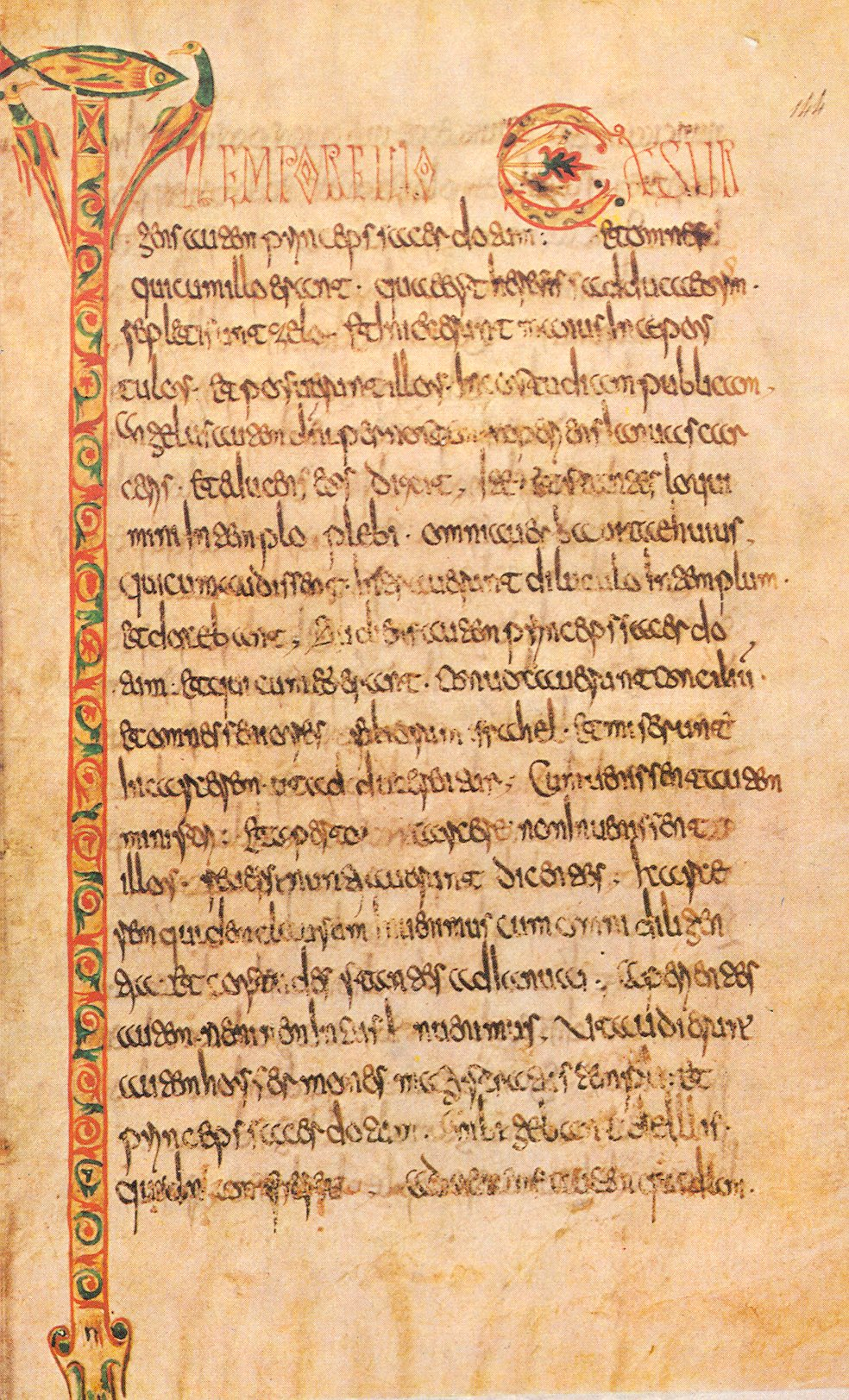
Взірець люксейського меровінгового письма. Люксейський лекціонарій

У люксейському типі письма вживані великі літери витягнені й тонкі, кінчики літер клиноподібні. Поперечна риска літери «А» виглядає як літера «v», тоді як риска літери «H» хвиляста. Літера «O» часто має форму діаманта, із вписаною всередині малою літерою «о». Маленька літера «a» зазвичай виглядає як дві сполучені літери «c» (cc), «b» має відкриту дужечку, а додаткова лінія з'єднує її з наступною літерою; через усі ті риси люксейський тип меровінзького письма іноді називають «a-b тип». Літера «d» іноді має прямий виносний елемент, подеколи схилений ліворуч; «i» дуже висока, виглядає як «l», «n» може мати унціальну форму (великої «N»); «o» часто овальна, з рискою, що сполучає її з наступною літерою; «t» має петлю ліворуч від вершини вертикального елементу. Літера «t» також часто застосовується в численних лігатурах, де вона має багато інших форм. У лігатурах також трапляються літери «e» й «r».

### Ланський тип
Великі літери ланського типу меровінгового письма грубіші, аніж у люксейськім письмі. Початкові великі літери часто оздоблено малюнками тварин. Це письмо містить численні лігатури з літерою «i», як у візіготськім письмі, є навіть дві різні лігатури для «ti» на позначення двох різних звуків — твердого й м'якого. Літери «d» і «q» часто мають відкриту дужечку, а ось літера «a» досить унікальна, вона має форму двох загострених клинів («<<»), літера «z», не надто вживана в латині, в ланському письмі вельми своєрідна, з закрученою ліворуч угорі вилюжкою. Через такі риси ланське письмо іноді зветься «a-z тип».

### Корбійський тип

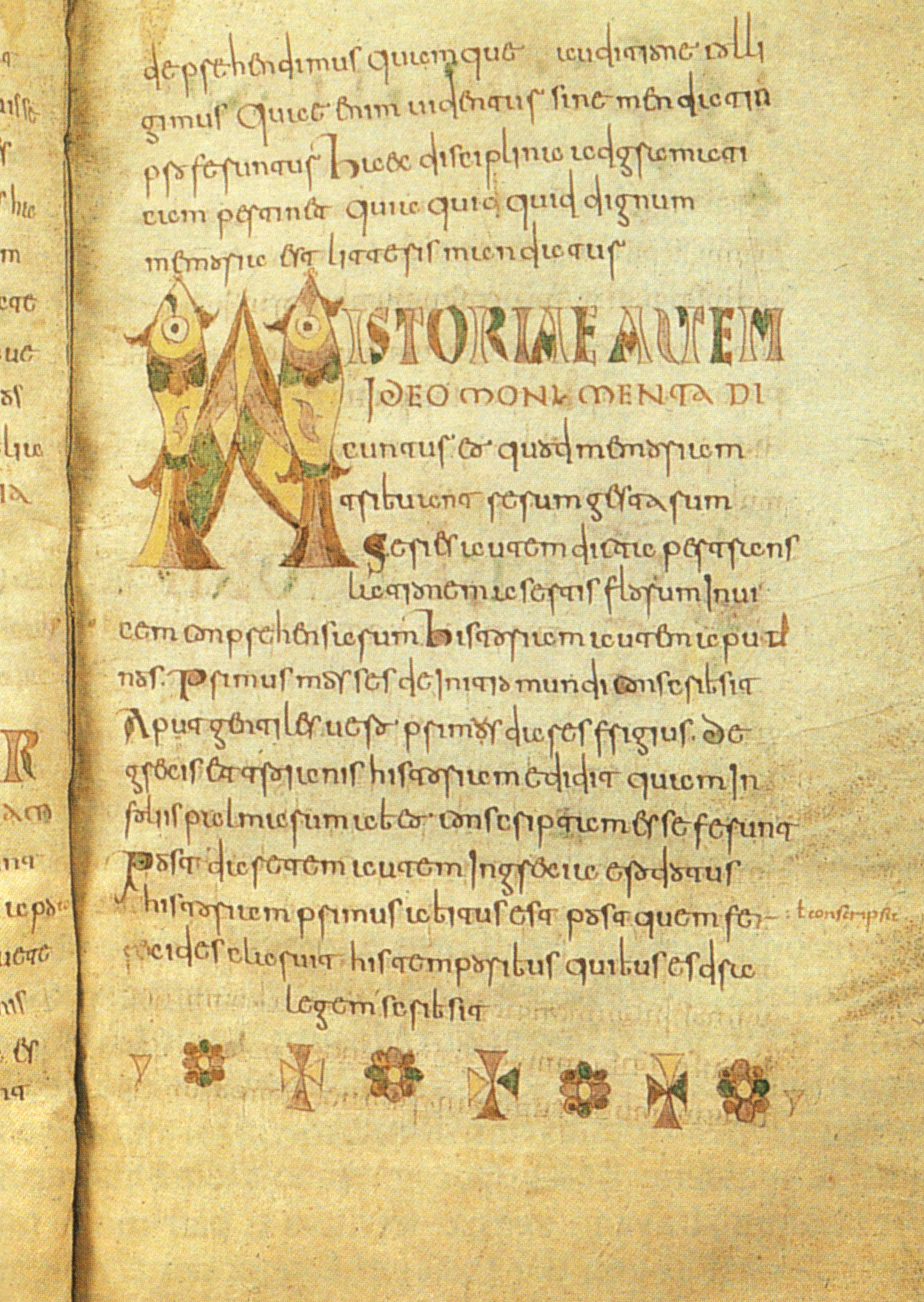
Взірець корбійського меровінгового письма типу a-b, з рукопису Etymologiae Ісідора Сивільського. Характерні літери видно в 9 рядку у першім слові tribuant

Корбійський штиб застосовувався в VIII столітті, ґрунтувався на унціальному письмі й люксейському типі меровінгового, до того ж був схожий з напівунціалом і острівним письмом, з елементами римського курсиву. Іноді цей тип зветься «eN-тип», бо літера «e» має високу відкриту горішню дужку, а «n» — унціальний вигляд (як велике «N»). Після середини VIII століття літера «a» має відкритий з верху обідок, уподібнюючись літері «u», такий штиб зветься «eNa-тип». Відмітніший штиб цього письма розвився в IX столітті, так званий «a-b тип». Літера «b» подібна до люксейського типу, але літера «a» має першу риску пряму, що нагадує сполучення «i» з «c».

### Шельський тип
Шельський штиб письма був подібний до люксейського типу a-b. Поміж основних рис — унціальне «n» із схиленими ліворуч рисками, виносний елемент літери «d» також хилиться ліворуч, «g» має виносний елемент, що нагадує «s», сама ж літера «s» має дуже маленький горішній обідок, «x» має перехрестя вгорі, а не посередині.